# Touriya Jabrane
Touriya Jabrane, pseudonimo di Saadia Kraytif (in arabo ثريا جبران‎?; Casablanca, 16 ottobre 1952 – Casablanca, 20 agosto 2020), è stata un'attrice e politica marocchina.

## Biografia
Saadia Kryatif crebbe e studiò a Casablanca, diplomandosi al Conservatorio nazionale.
Nel 1972, recitò per Masra Ennas in compagnia di Tayeb Saddiki. Lavorò come attrice per la televisione marocchina e per il cinema. Interpretò il suo primo ruolo cinematografico nel 1978, sotto la direzione di Mustapha Akkad, nel film Il leone del deserto. Apparve in molti altri film, in particolare Titre provisoire di Mustapha Derkaoui nel 1982, Bamou di Driss Mrini, anch'esso del 1982, e Noura di Driss Kettani nel 1983.
Nel 1987, diresse insieme al marito Abdelouahed Ouzri Masrah Alyaoum. Si attivò nel fondare associazioni umanitarie.
Nominata ministro della cultura nel 2007 nel governo Abbas El Fassi, riformò il fondo di sostegno al teatro, mise in atto iniziative volte ad incoraggiare la lettura. Nel corso del suo incarico propose di boicottare il Salone del libro di Parigi del 2008, poiché tenutosi in Israele, e organizzò lo stesso anno la Festa della musica. Il 29 luglio 2009, in seguito a problemi di salute, venne sostituita nel suo incarico da Bensalem Himmich.
Touriya Jabrane è morta a Casablanca nel luglio del 2020 a causa di complicazioni legate al COVID-19.